# Pierre Savorgnan de Brazza
Pour les articles homonymes, voir Brazza.
« Savorgnan de Brazza » redirige ici. Pour le navire de guerre, voir Savorgnan de Brazza (aviso).
Pierre Savorgnan de Brazza, né le 26 janvier 1852 à Rome et mort le 14 septembre 1905 à Dakar, est une figure majeure de l'exploration et de la colonisation française en Afrique centrale. D'origine italienne, naturalisé français, il est connu pour ses expéditions dans le bassin du Congo et pour son rôle dans la fondation du Congo français.
Issu de l'aristocratie romaine, il est attiré très tôt par l'aventure et l'exploration. Après avoir servi dans la marine française, il se tourne vers l'Afrique centrale, fasciné par les récits des grands explorateurs. Ses expéditions, menées dans un esprit de pacification et de négociation avec les populations locales, lui permettent de remonter le fleuve Congo et de nouer des relations privilégiées avec les tribus. En 1880, il fonde Brazzaville, qui devient rapidement le centre administratif de la colonie française du Congo. Son approche humanitaire et sa volonté de préserver les cultures locales le distinguent de ses contemporains, notamment de Henry Morton Stanley, qui prônait une colonisation plus brutale.

## Biographie

### Jeunesse
Élevé à Rome, sous le nom de Pietro di Brazzà, il est le 7e des treize enfants de Giacinta Simonetti, aristocrate romaine, et du comte Ascanio Savorgnan di Brazzà, un noble d’Udine, issu des Savorgnan, famille patricienne de la république de Venise. Cet homme cultivé et voyageur avait de nombreux amis français, dont l'amiral Louis de Montaignac, ministre de la marine. Avec son soutien et celui de son précepteur, Pietro vient à Paris et suit les cours du collège Sainte-Geneviève pour préparer le concours d’entrée à l’École navale de Brest. Il y entre à 17 ans, en sort enseigne de vaisseau et embarque sur la Jeanne d’Arc pour l’Algérie. Là-bas, il est horrifié par la violence de la répression de la révolte kabyle par les troupes françaises, ce qui le conduira à agir différemment devant les indigènes du Congo pendant ses expéditions futures. La guerre de 1870 est alors déclarée : bien qu'étranger, il veut être affecté dans une unité combattante et se retrouve sur le cuirassé la Revanche, dans l’une des escadres de la mer du Nord.

### Famille

#### Mariage et descendance
Le 12 août 1895, Pierre de Brazza épouse Thérèse Pineton de Chambrun (1860-1948 Alger), fille de Charles-Antoine de Chambrun et de Marie-Henriette Tircuy de Corcelle, et descendante de La Fayette. Le mariage est célébré dans la chapelle privée de l’hôtel du comte de Chambrun, rue Monsieur à Paris. Le couple aura quatre enfants : Jacques, né en 1899, décédé quatre ans plus tard d’une crise d’appendicite, Antoine, agriculteur (1900-1947), Charles, artiste peintre (1901-1962) et Marthe, autrice d'une biographie (1903-1949).

#### La fille adoptive de Savorgnan de Brazza
Au début de sa première grande expédition de 1875-78 vers les sources de l'Ogooué, Brazza et sa petite troupe croisent une bande de guerriers Osyébas marchands d'esclaves. Brazza achète l'ensemble de leurs captifs et, déployant le drapeau tricolore, affranchit sur-le-champ ces infortunés au nom de la liberté que la France reconnaît à tout homme. Parmi eux, l'Adouma Otulu choisit de se joindre à son convoi avec sa femme Aniassa et leur fille Antini âgée de sept ou huit ans. Otulu meurt peu après, attaqué et broyé par un gorille mâle furieux ; plus tard trépasse Aniassa, mordue par une vipère gabonaise au venin fatal. Fidèle à la promesse faite aux parents à l'agonie, Brazza adopte l'orpheline, qui l'accompagnera pendant toute l'expédition, se révélant d'ailleurs précieuse par sa connaissance de langues et d'usages locaux et son intelligence éveillée. A son retour en 1878, Brazza confie l'éducation de la fillette aux Sœurs de Sainte-Marie à Libreville.
Deux ans plus tard, Antini demande à être baptisée et choisit le prénom Hyacinthe de sa grand-mère adoptive, avec laquelle elle entretient déjà une correspondance. En 1890, elle prononce ses vœux : Sœur Hyacinthe devient la première Sœur Bleue née de parents africains. Elle meurt le 16 juin 1952 après une vie consacrée à sa vocation de religieuse missionnaire dans l'intérieur du Gabon, à Donghila puis à la Lagune Fernan Vaz.

### Honneurs
Le 11 février 1883, il est nommé lieutenant de vaisseau et commissaire général de la République dans l'Ouest-Africain.
En 1888, il est initié en franc-maçonnerie dans la Loge « Alsace-Lorraine » du Grand Orient de France à Paris. Mais, en 1904, il donne sa démission en invoquant les responsabilités de la franc-maçonnerie dans la gestion de la colonie de l'Afrique-Équatoriale française.

## Missions exploratrices

### Première expédition 1875-1878
Avec l’avènement de la IIIe République, sa deuxième affectation dans la marine française est la frégate Vénus, qui faisait régulièrement escale au Gabon. En 1874, Brazza remonte deux fois le fleuve Ogooué. Il propose ensuite au gouvernement d’explorer l’Ogooué jusqu’à sa source, afin de démontrer que ce fleuve et le Congo ne font qu’un. Avec l’aide de relations bien placées, comme Jules Ferry et Léon Gambetta, il obtient des subsides, qu’il n’hésite pas à compléter avec ses propres ressources (selon les documents, la famille de Brazza a contribué aux deux premières expéditions de l'explorateur avec une somme d'un million de francs, et le gouvernement français n'a donné que 200 000 francs). À la même époque, sa demande de naturalisation aboutit enfin et il adopte la francisation de son nom. Il doit cependant revenir quelques mois à Paris pour passer son diplôme de capitaine, ses grades acquis en tant qu'étranger ne comptant plus, afin de demeurer dans la Marine nationale et y poursuivre son dessein.
Pour cette expédition, qui dure de 1875 à 1878, il se munit de toiles de coton et d’outils pour le troc. Il est seulement accompagné d’un médecin, Noel Ballay, d’un naturaliste, Alfred Marche, son assistant, Victor Hamon, et d’une douzaine de fantassins sénégalais. Brazza s’enfonce dans l’intérieur des terres et réussit à nouer de bonnes relations avec la population locale, grâce à son charme et son bagout. Ayant atteint les rives de l'Alima, en pays Téké, il subit l'attaque des Bafourou et doit faire demi-tour. Son expédition n'est toutefois qu'un échec relatif du point de vue de son but d'origine, mais une réussite d'exploration, car il a démontré que les deux fleuves sont différents. En tout état de cause, le 11 août 1878, Brazza et ses compagnons d’exploration, fatigués et malades, décident de faire demi-tour.

### Deuxième expédition 1879-1882, fondation de Brazzaville

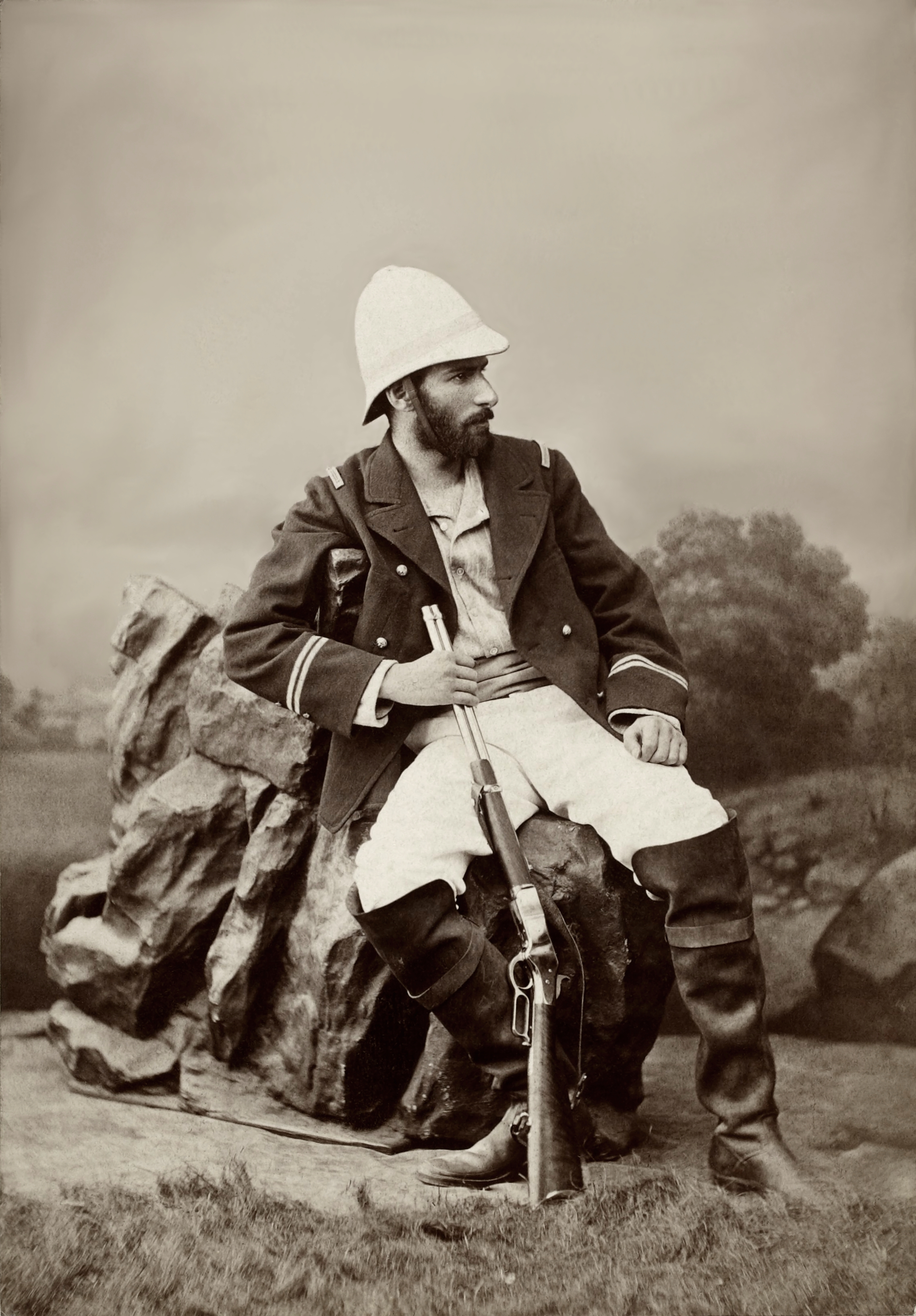
Brazza dans les années 1870, photographié par Fratelli Vianelli à Venise.

Sous l’impulsion du ministre de l’Instruction publique, Jules Ferry, le gouvernement français autorise alors une deuxième mission (1879-1882) en collaboration avec Antoine Mizon, pour faire pièce aux visées coloniales belges sur le continent africain. Financée par la Société française de géographie ainsi que par les ministères de la Marine, des Affaires étrangères et de l’Instruction publique représentés par François Paul de Dufourcq, officier de marine et délégué du ministère de l'Instruction publique, la deuxième mission est nettement plus fructueuse. Parti le 27 décembre 1879, en compagnie notamment de Jean-Noël Savelli, Brazza atteint le fleuve Congo en 1880. Il propose à Illoy Ier, Makoko de Mbé, chef des Téké de Mbé, de placer « son pays » sous la protection de la France. Ce chef, poussé par des intérêts commerciaux et par la possibilité d’affaiblir ses rivaux, signe le traité à Nkuna, où Brazza obtint du roi Makoko la concession d'un petit territoire permettant ainsi un établissement français sur le Congo, endroit appelé plus tard Brazzaville. En tentant de rallier l’océan depuis Franceville, Brazza tombe par hasard sur le but premier de ses recherches : les sources de l'Ogooué.

### Protectorat français au Congo
De retour en France, il popularise ses découvertes grâce à de multiples réunions publiques et articles de presse. Le 30 novembre 1882, la loi ratifiant le traité d’amitié, signé entre Illoy Ier et Brazza, est promulguée. Les régions découvertes sont de fait placées sous protectorat français. Un mois plus tard, de nouveaux crédits sont votés pour une troisième expédition. La publication du compte-rendu des « Voyages dans l'Ouest Africain, 1875-1887 » (Le Tour du monde de 1887 et 1888) est accompagnée de nombreuses gravures réalisées d'après des dessins fondés sur les photographies prises par son frère, Jacques de Brazza, qui avait effectué une mission jusqu'en pays Téké, sur les rives de la Likouala en 1885. En novembre 1885, il est nommé commissaire général du Congo français. Des journalistes font état des salaires décents et des conditions humaines qui contrastaient avec le régime personnel de Léopold II sur l’autre rive du Congo. Mais son succès lui procure aussi des inimitiés et il est soumis à une intense campagne de dénigrement.

### Oppositions rencontrées par Brazza

#### En France

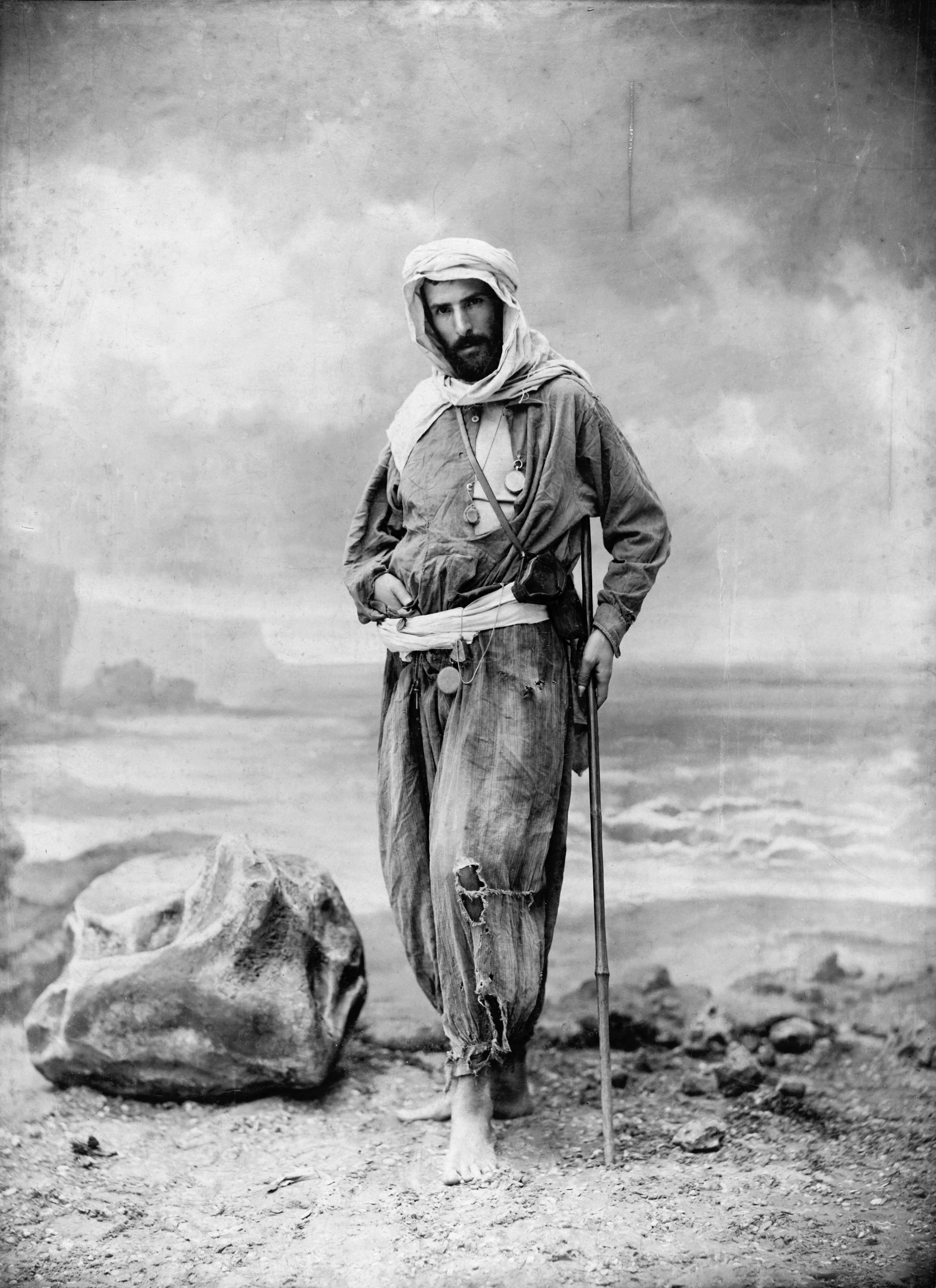
Pierre Savorgnan de Brazza en indigène, photographié par Paul Nadar en 1882.

En 1897, Brazza s’oppose à la décision du ministre des Colonies, André Lebon, de soumettre les territoires qu’il a gagnés à la France au régime de la concession, déjà en vigueur au Congo belge, et qui livrerait les populations à la cupidité des sociétés capitalistes privées chargées de « mettre en valeur » ce territoire de 650 000 km² composé du Gabon, du Congo et de l’Oubangui-Chari.
En avril 1898, touché par un « dégagement des cadres », Brazza est écarté de la marine nationale et placé à la retraite d'office. Marchand et ses officiers (Baratier, Mangin, Largeau fils, futur fondateur du Tchad, etc.) l’ont déclaré responsable du retard de la mission Congo-Nil. Marchand décrit la colonie du Congo français géré par Brazza comme un « marécage puant » dirigé par des « gloires en baudruche ». Selon les documents, Brazza s’oppose à l’expédition Marchand à cause de la présence d’un grand nombre de soldats, ce qui témoignait de l’esprit de soumission des populations qui inspirait cette entreprise. Brazza proposait depuis six ans d’organiser une expédition avec le même parcours, pour ouvrir une voie de connexion entre le Congo et l’Afrique du nord. L’expédition Marchand ne s’arrêta pas devant l’opposition de Brazza, et termina avec le honteux épisode de Fachoda, qui a sérieusement affaibli la réputation internationale de la France et sa position en Afrique.
Victor Largeau, explorateur du Sahara et du Congo, administrateur de Loango et de ses dépendances sous les ordres de Brazza, fit dans ses correspondances un portrait peu flatteur de Brazza, le surnommant « farniente » compte tenu de sa propension à circuler en hamac porté par des Noirs et de son absence de décision. « Le désordre que l’on remarque autour de lui, le débraillé de sa tenue, sont les répercussions de son état intellectuel, il n’a aucun plan arrêté, change d’idées 20 fois par jour et le moment d’agir venu, il cède à l’impulsion de ce moment-là. Le même désordre règne dans toutes les branches du service : le gaspillage est épouvantable : on va de l’avant parce que le ministère l’exige, mais sans rien organiser... » (lettre du 5 novembre 1891 à son fils). De l’autre côté, Brazza accuse Largeau d’être corrompu par les agents commerciaux désireux de mettre en place un régime d’exploitation sans se préoccuper des droits des indigènes. Selon les documents, le manque d’organisation de la colonie était dû en partie au budget très limité.

#### Contre Stanley et Léopold II

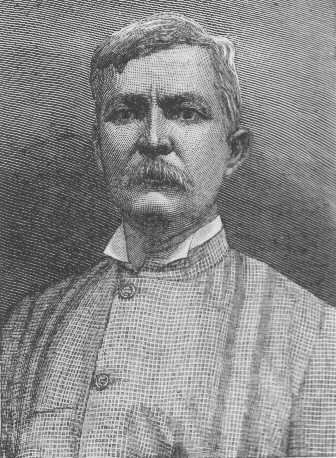
Henry Morton Stanley, alias « Mbula Matari » (« Briseur de roches »).

Partisan des palabres, farouchement opposé à la violence, Brazza garde comme modèle Livingstone et s’oppose en cela à Stanley, surnommé « Boula Matari » (« briseur de roches »). Léopold II tente de rallier le Français à sa cause pour ses territoires de la rive gauche du Congo ; Brazza refuse ses avances car les méthodes d'exploitation des indigènes des pays conquis ne lui convenaient pas. Léopold II se tourne alors vers Stanley, mercenaire de l'exploration. Stanley d’abord peu méfiant, voire admiratif à l'égard de Brazza, s’aperçoit trop tard qu’il a été trompé par le Français, qui ne l’informe pas du traité qu’il a signé avec le Makoko. La réputation de Stanley en souffre durablement, en France, où il est vertement critiqué, et en Angleterre, où sa naïveté est raillée. Un an après la signature du traité entre Brazza et le Makoko, le chef téké des tribus de la rive gauche, Ngaliema, signe le « traité de l’amitié » avec Stanley, ne se considérant plus soumis au Makoko de Mbé. Il place ainsi la rive droite du fleuve sous la protection de l’Association internationale africaine.

### Troisième expédition
Du 28 septembre 1897 au 28 avril 1900, Henri-Félix de Lamothe est Commissaire général du Congo français en remplacement de Savorgnan de Brazza mis à la retraite et retiré à Alger où le climat lui est plus favorable qu'à Paris. Le nouveau Commissaire instaure l'impôt de capitation dans le territoire, comme demandé par les sociétés concessionnaires. La rareté de la monnaie française au Congo français impliquait que cet impôt soit payable en nature.

Le territoire de l’Afrique équatoriale française est réparti entre une quarantaine de compagnies concessionnaires. Les sociétés qui se partagent l’exploitation de ces pays déciment les populations, soumises aux violences et aux brutalités : portage, travaux forcés, réquisitions et répression de toute tentative de résistance.

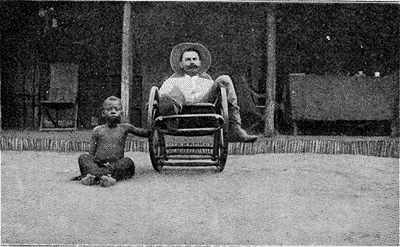
Georges Toqué au poste de Fort-Crampel (Gribingui) vers 1905.

L'affaire Toqué-Gaud rajoute à la situation désastreuse de la colonie. Le 14 juillet 1903, à Fort-Crampel, en Oubangui-Chari, un administrateur des colonies, Georges Toqué, et un commis des affaires indigènes, Fernand Gaud, décident de faire exécuter Pakpa, ancien guide, en lui attachant de la dynamite autour du cou. Au procès, les accusés rappellent qu’ils ont déclaré avant cette action épouvantable : « Ça a l’air idiot ; mais ça médusera les indigènes. Si après ça ils ne se tiennent pas tranquilles ! ». Gaud dira à son procès qu’il voulait faire constater autour de lui l’étrangeté de cette mort : « Ni trace de coup de fusil, ni trace de coup de sagaie : c’est par une sorte de miracle qu’est mort celui qui n’avait pas voulu faire amitié avec les Blancs. » (propos rapportés par Félicien Challaye, qui accompagna Brazza dans sa mission d’inspection).

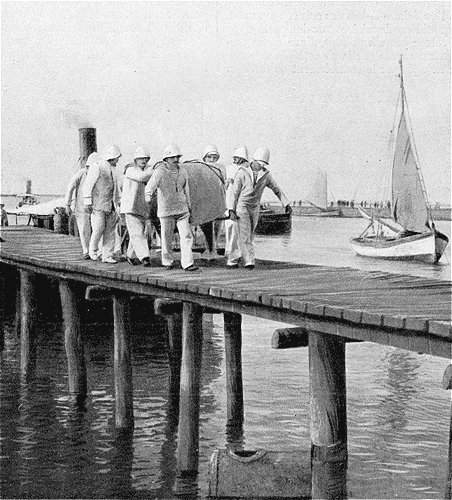
Transport de Brazza à l'hôpital de Dakar (1905).

En 1905, pour toutes ces raisons, le ministre des Colonies alors M. Clementel, demande à Brazza d’inspecter les conditions de vie dans les colonies. De cette mission, il tire un rapport baptisé le rapport Brazza, qui dénonce les influences de l'intérêt privé dans la politique coloniale et qui restera pendant longtemps inaccessible au public : il n'est rendu public qu'en 2014.

### Fin de vie
La santé de Brazza se détériore. Au retour de sa mission, atteint de fortes fièvres, il est contraint de débarquer à Dakar. Le 14 septembre 1905, veillé par sa femme et par le capitaine Mangin, il meurt à six heures du soir. La photo de Jacques, son enfant de cinq ans, disparu deux ans auparavant, a été placée à sa demande sur sa table de nuit.
Quant à l’Assemblée nationale, elle s’empresse de mettre son embarrassant rapport sous l’éteignoir. Son corps est d’abord réclamé par le gouvernement français. La Troisième République cherche en effet ses nouveaux héros. Brazza, officier de marine aristocrate, élégant, héroïque, révolté par l’esclavagisme, apôtre de la paix, et surtout désintéressé, a un profil parfait à tous égards. Il est envisagé de l'inhumer au Panthéon pour récupérer sa gloire intacte. Thérèse refuse l’honneur. Son corps est alors inhumé au Père-Lachaise, puis déplacé, trois ans plus tard, à Alger, où vivent sa veuve et ses enfants. Sur sa tombe, l’épitaphe, rédigée par son ami Charles de Chavannes, indique que « Sa mémoire est pure de sang humain. Il succomba le 14 septembre 1905 au cours d’une dernière mission entreprise pour sauvegarder les droits des indigènes et l’honneur de la nation ».

## Affaires posthumes

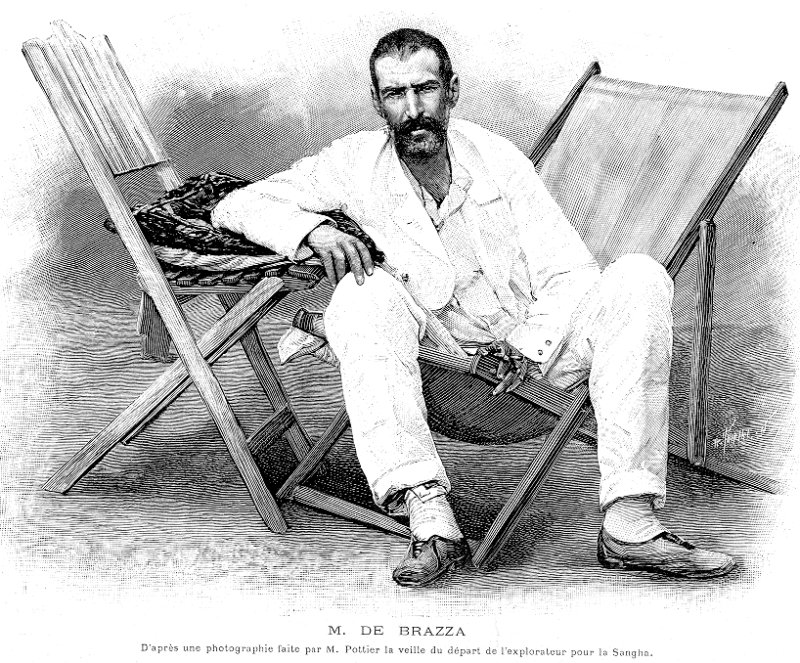
Pierre Savorgnan de Brazza. Gravure parue dans L'Illustration du 23 février 1895.

Après sa mort, sa femme Thérèse de Chambrun reçoit une petite rente du gouvernement français puis les revenus d'un débit de tabac après une importante campagne de presse.
La maison des Brazza, la villa Dar-es-Sangha à Alger, est donnée par Charles, dernier des enfants survivants, à l'initiative du général Aldebert de Chambrun, son oncle, au Gouverneur d'Algérie, pour devenir un musée qui est inauguré le 15 février 1952 lors des cérémonies du centenaire de la naissance de son père. La maison comprenait des meubles, des objets, une importante bibliothèque et d'innombrables documents.
Son fils Charles tente sans succès d'alerter les autorités françaises pour leur préservation à la fin de la guerre d'Algérie.

Malheureusement, après l'indépendance (3 juillet 1962) ni le gouvernement algérien ni le gouvernement français ne prennent de mesure pour protéger le musée du pillage et de la destruction. En conséquence et à la suite de son agression, son fils Charles meurt en novembre 1962 .

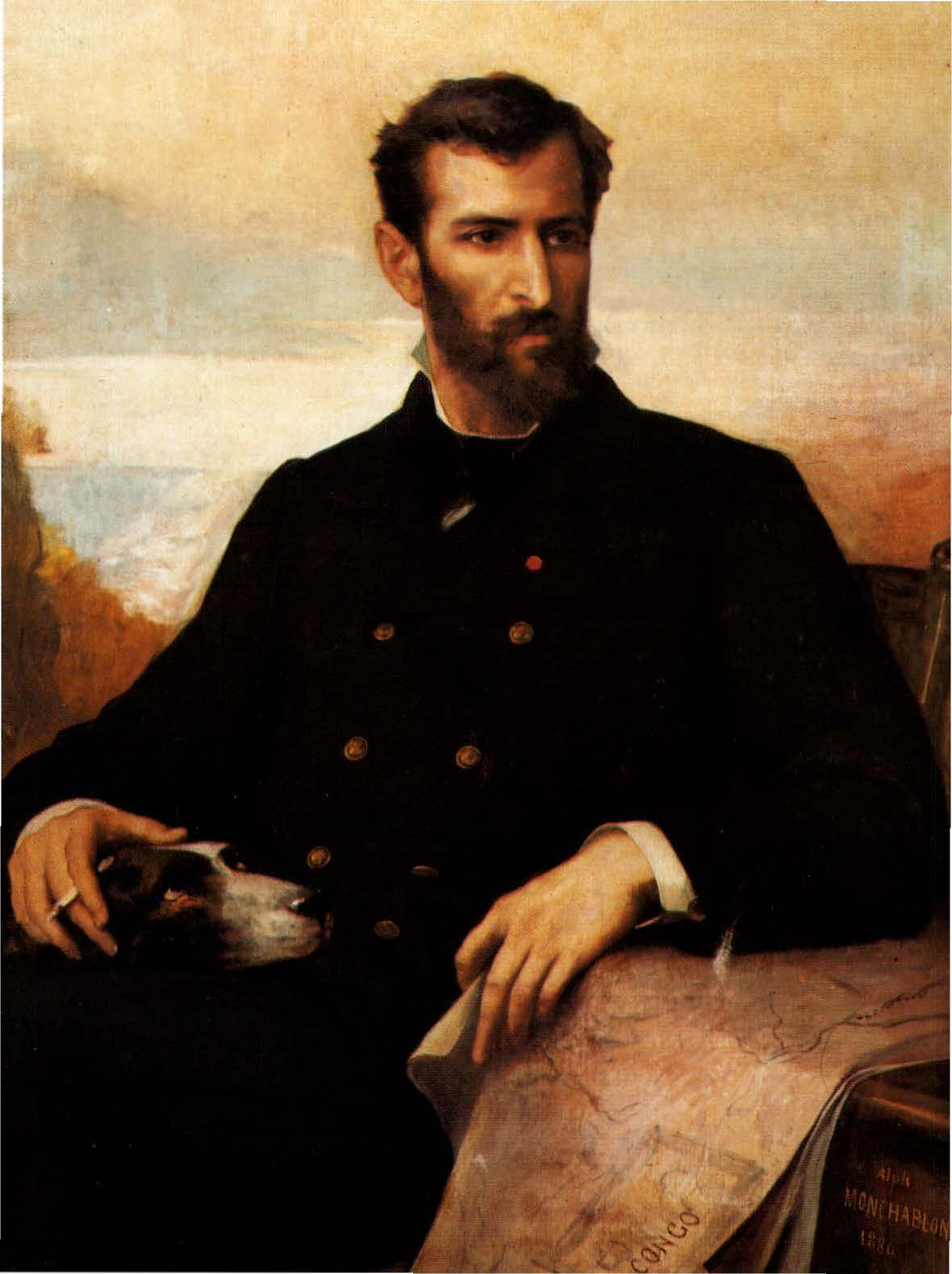
Tableau de Savorgnan de Brazza arborant la rosette par Alphonse Monchablon (1886).

Un peu plus de cent ans après sa mort, après la signature d’un protocole spécial d’accord par le Président de la république du Congo Sassou Nguesso ainsi que par les descendants de Brazza, le 29 septembre 2006 les corps de l’explorateur français, de son épouse et de leurs quatre enfants, sont exhumés le 1er octobre 2006, du cimetière chrétien des Brus, dans le quartier d’El Madania sur les hauteurs d’Alger, où ils reposaient, pour être transférés à Brazzaville.
Trois membres de la famille de l’explorateur, Niccolò di Brazzà, Roberto Pirzio-Biroli et Pietro di Serego Alighieri, ainsi qu’un membre de la famille de sa femme, Pierre-Antoine de Chambrun, assistent à l’exhumation des corps.
L’ambassadeur du Congo, Jean-Baptiste Dzangue et le consul de France en Algérie, Francis Heude, les ambassadeurs de France, Hubert Colin de Verdière, du Sénégal, Saïdou Nourou Ba, d’Italie, Battista Verderame et un représentant du ministère algérien des Affaires étrangères, étaient également présents. Le cercueil de Savorgnan de Brazza était recouvert du drapeau français.
Les restes sont ensuite embarqués à bord d’un avion cargo spécialement affrété par le Congo, à destination de Franceville puis de Brazzaville, où ils sont réinhumés le 3 octobre 2006, en présence des présidents congolais, Denis Sassou-Nguesso, centrafricain, François Bozizé, et gabonais, Omar Bongo Ondimba, du ministre français des Affaires étrangères, Philippe Douste-Blazy et du successeur du roi Illoy Ier qui avait signé le traité avec Brazza, Auguste Nguempio, accompagné par la cour royale. Les représentants des Teké ont été invités à la cérémonie à la demande de la plupart des descendants de l’explorateur, qui sont liés aux Teké par un lien de sang.

## Postérité

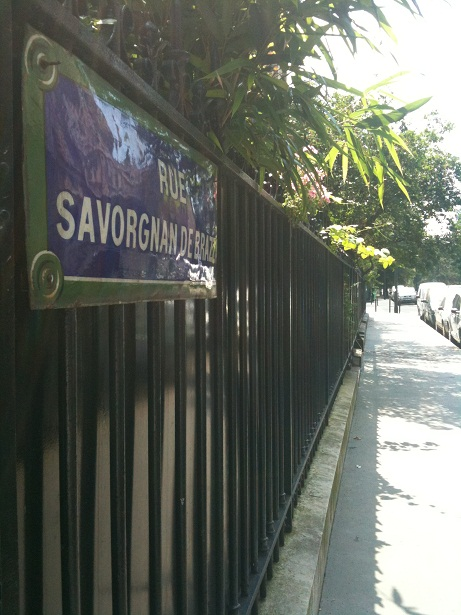
Rue Savorgnan-de-Brazza dans le 7e arrondissement de Paris, en 2012.

- Un aviso colonial français ayant combattu dans les FNFL porta son nom, le Savorgnan de Brazza.
- Brazzaville, capitale de la république du Congo, a été nommée ainsi en l’honneur de Pierre Savorgnan de Brazza, par Ferdinand de Lesseps membre de la société de géographie de Paris et par le Comité français de l’association internationale africaine qui changèrent le nom de Mfa, le village fondé par Brazza sur le fleuve Congo. Ce ne fut pas à l’initiative de Brazza qui reçut la nouvelle comme un fait accompli.
- À Brazzaville, outre le récent[évasif] mémorial de Brazza, s’élève, depuis 1944, un phare commémoratif dominant largement le fleuve du haut du promontoire de Bacongo face à la "Case de Gaulle". Il s'y lisait « A Savorgnan de Brazza et ses compagnons ». Roger Erell en est l'architecte. Le phare a été inauguré par la fille de Brazza, Marthe de Brazza, le 30 janvier 1944, en présence du Général de Gaulle, avant l'ouverture de la Conférence de Brazzaville. L'édifice a été achevé en 1952. Les bas-reliefs en terre cuite de Barroux ont été vandalisés dans les années 1960.
- La Mission Sainte-Anne du Fernan Vaz au Gabon abrite la tombe de Sœur Hyacinthe Antini, la fille adoptive de Savorgnan de Brazza, qui y finit ses jours en 1952[15].
- À Bordeaux, un quai porte son nom. Il s'agit du prolongement du quai des Queyries vers Lormont, nommé en l'honneur de l'explorateur en 1906[16]. Un nouveau quartier appelé "quartier Brazza" est en construction en prolongement de ce quai, à la place d'une ancienne friche industrielle[17].
- À Paris, une petite rue de 95 m de long, la rue Savorgnan-de-Brazza reliant le Champ-de-Mars à l’avenue de la Bourdonnais, rappelle le souvenir de l’explorateur.
- En 2007, le nom de Pierre Savorgnan de Brazza a été donné à l’aéroport international de Ronchi dei Legionari-Trieste (GO) - Italie.

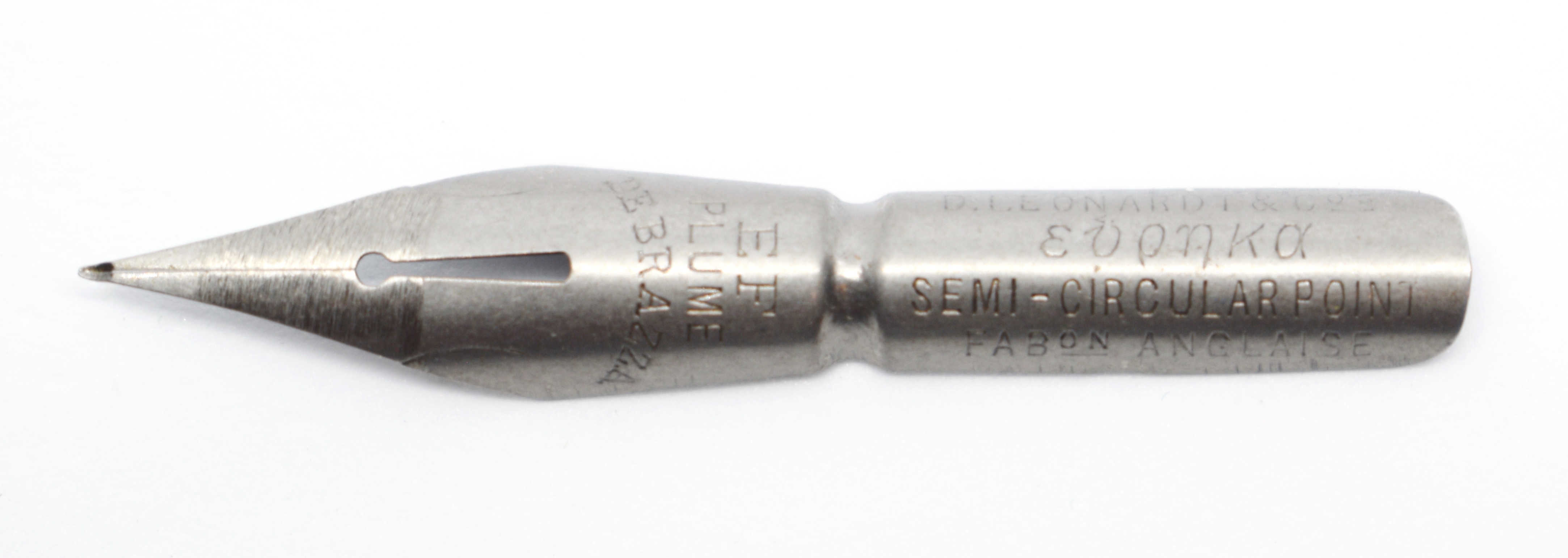
La « PLUME DE BRAZZA ».

- La « PLUME DE BRAZZA ». Une curiosité à propos de Savorgnan de Brazza : l'une des plus importantes entreprises anglaises du XIXe siècle de fabrication de plumes métalliques pour l’écriture, Leonardt & Cie de Birmingham, a honoré l’explorateur, en produisant une plume portant son nom « Plume de Brazza ». Sur la boîte, se trouve le portrait de l’explorateur vêtu en Arabe ; et la partie inférieure reproduit une partie de la lettre que l’explorateur a adressée à Monsieur Leonardt : « Paris, le 13 avril 1886. J’accepte avec plaisir la dédicace de votre excellente plume. Agréez, Monsieur, l’assurance de ma considération très distinguée. »
- Un film biographique a été réalisé en 1939 par Léon Poirier avec Robert Darène dans le rôle de Brazza : Brazza ou l'Épopée du Congo.
- Une exposition en l’honneur de « Savorgnan de Brazza » est inaugurée le 27 février 1980 au Musée de la Marine, Palais de Chaillot, à Paris ;  elle dura un mois.
- En septembre 2006, se tient à Rome l’exposition, Una vita per l’Africa à l’auditorium Parco della Musica. Un livre d’Idanna Pucci, portant le même titre, Una vita per l’Africa, toujours disponible, paraît la même année aux éditions LEF (Libreria Editrice Fiorentina).
- En 2012, le documentaire primé « Afrique noire Marbre blanc » ouvre le Festival du film Africain au Lincoln Center à New York. Dirigé par Clemente Bicocchi, produit par Terence Ward et raconté par Idanna Pucci, le film rapporte la lutte menée par les descendants de Brazza contre le Président de la république du Congo à propos du transfert des restes de Brazza du mausolée de Brazzaville. Le documentaire est inspiré du chapitre « Dire la vérité aux puissants » tiré du livre de Idanna Pucci Brazza in Congo. A life and Legacy publié à New York, à l’occasion de deux expositions inaugurées en mars 2009: « Brazza in Congo » à la New York University, et « Brazza’s Humanity» au National Arts Club de New York.
- Plusieurs timbres à son effigie ont été émis en Afrique équatoriale française, certains surchargés "Afrique française libre" ou "Libre".